# بی‌صدا دویدن
بی‌صدا دویدن (به انگلیسی: Silent Running) فیلمی محصول سال ۱۹۷۲ و به کارگردانی داگلاس ترامبل است. در این فیلم بازیگرانی همچون بروس درن، کلیف پاتس، ران ریفکین، جسه وینت ایفای نقش کرده‌اند.